# Sougéal
Sougéal település Franciaországban, Ille-et-Vilaine megyében. Lakosainak száma 544 fő (2022. január 1.). Sougéal Pleine-Fougères, Vieux-Viel, Aucey-la-Plaine, Sacey, Val-Couesnon és Pontorson községekkel határos.

## Népesség
A település népessége az elmúlt években az alábbi módon változott:
| Lakosok száma | 703  | 618  | 626  | 606  | 663  | 640  | 570  | 547  | 537  | 544  |
|               | 1968 | 1982 | 1990 | 2006 | 2013 | 2015 | 2017 | 2019 | 2020 | 2022 |